# Tau (Norvège)
Pour les articles homonymes, voir Tau.
Tau est un village de la municipalité de Strand en Norvège. Il est situé dans le Comté de Rogaland au nord de Stavanger. Tau compte à peu près 2 000 habitants et est reliée à Stavanger par trajets en ferry.
Son nom provient du mot en vieux Norrois Taufr signifiant sorcellerie, et l'on pense qu'il devait s'y trouver un ancien terrain de sacrifices durant l'Âge du fer.
Tau est généralement le lieu de débarquement privilégié par les promeneurs ayant projeté de gravir le Preikestolen, quelques kilomètres plus à l'est. Il est en effet plus facile d'embarquer à Stavanger, et des bus relient le départ de la randonnée depuis le village.
La plupart du temps, le village a une odeur de riz gonflé à cause de l'usine Vestkorn AS.